# Bundesliga Femenina 2012-13
La Bundesliga Femenina 2012-13 fue la 23.ª edición de la máxima categoría de la liga de fútbol femenino de Alemania. Comenzó el 2 de septiembre de 2012 y terminó el 12 de mayo de 2013. El equipo campeón fue VfL Wolfsburgo y el subcampeón 1. FFC Turbine Potsdam que además se clasificaron a la Liga de Campeones Femenina de la UEFA.

## Clasificación
| Pos. | Equipo                 | Pts. | PJ | G  | E | P  | GF | GC | Dif. | Clasificación o descenso     |
| ---- | ---------------------- | ---- | -- | -- | - | -- | -- | -- | ---- | ---------------------------- |
| 1    | VfL Wolfsburgo (C)     | 53   | 22 | 17 | 2 | 3  | 71 | 16 | +55  | Calificó a Liga de Campeones |
| 2    | 1. FFC Turbine Potsdam | 49   | 22 | 16 | 1 | 5  | 70 | 16 | +54  | Calificó a Liga de Campeones |
| 3    | 1. FFC Frankfurt       | 47   | 22 | 15 | 2 | 5  | 52 | 26 | +26  |                              |
| 4    | FC Bayern Múnich       | 43   | 22 | 14 | 1 | 7  | 49 | 24 | +25  |                              |
| 5    | SC Friburgo            | 32   | 22 | 9  | 5 | 8  | 33 | 31 | +2   |                              |
| 6    | SGS Essen              | 30   | 22 | 8  | 6 | 8  | 26 | 30 | −4   |                              |
| 7    | SC 07 Bad Neuenahr     | 30   | 22 | 8  | 6 | 8  | 25 | 29 | −4   |                              |
| 8    | Bayer 04 Leverkusen    | 26   | 22 | 6  | 8 | 8  | 31 | 40 | −9   |                              |
| 9    | FCR 2001 Duisburgo     | 24   | 22 | 7  | 3 | 12 | 37 | 47 | −10  |                              |
| 10   | FF USV Jena            | 22   | 22 | 6  | 4 | 12 | 24 | 47 | −23  |                              |
| 11   | VfL Sindelfingen       | 12   | 22 | 3  | 3 | 16 | 14 | 73 | −59  | Desciende a 2. Bundesliga    |
| 12   | FSV Gütersloh 2009     | 7    | 22 | 2  | 1 | 19 | 19 | 72 | −53  | Desciende a 2. Bundesliga    |

 Fuente: 

## Goleadoras

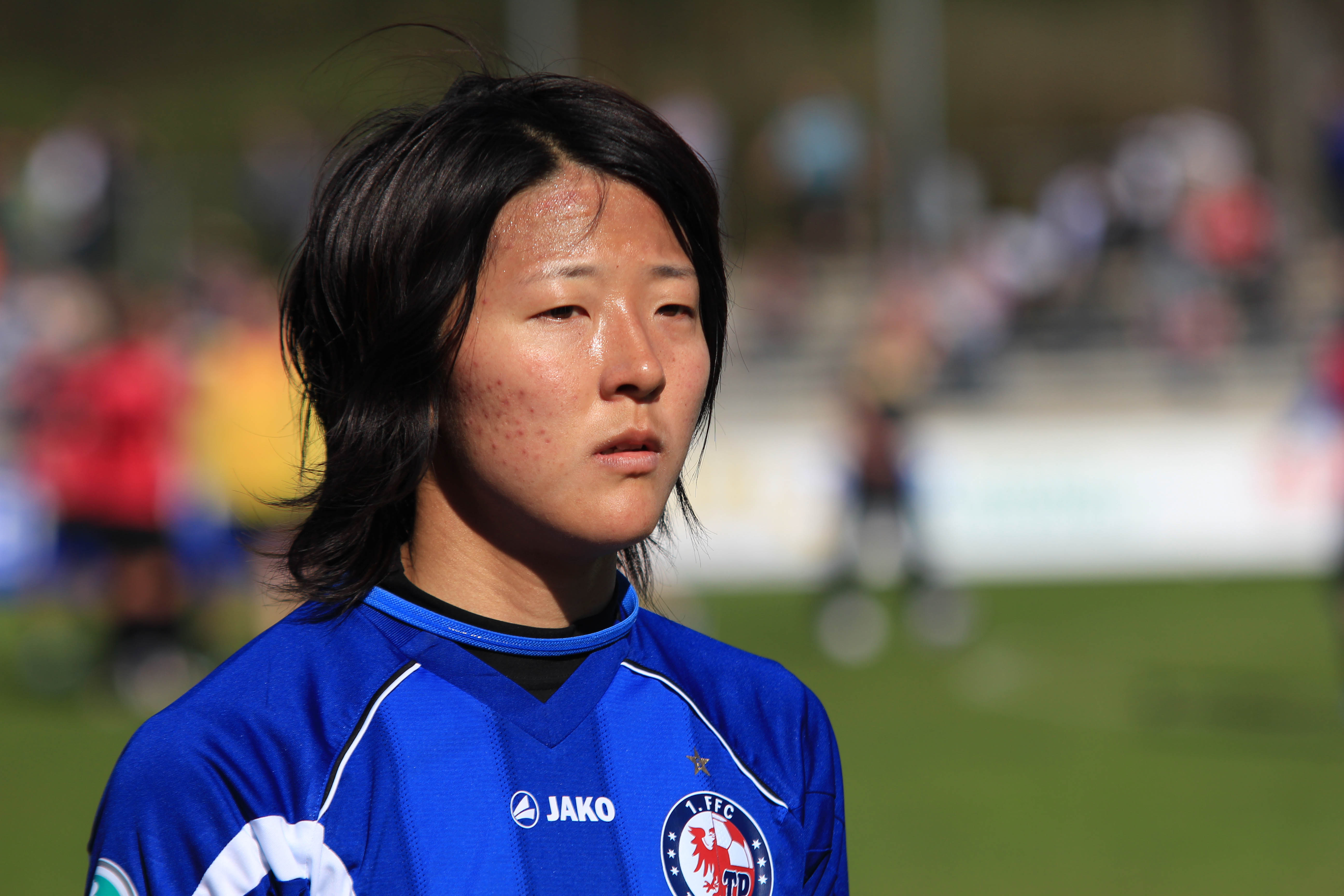
Yūki Ōgimi, goleadora de la temporada.

| Posición | Jugadora           | Club                   | Goles |
| -------- | ------------------ | ---------------------- | ----- |
| 1        | Yūki Ōgimi         | 1. FFC Turbine Potsdam | 18    |
| 2        | Conny Pohlers      | VfL Wolfsburgo         | 16    |
| 3        | Mandy Islacker     | FCR 2001 Duisburgo     | 15    |
| 4        | Lena Lotzen        | FC Bayern Múnich       | 14    |
| 5        | Kerstin Garefrekes | 1. FFC Frankfurt       | 13    |
| 5        | Sarah Hagen        | FC Bayern Múnich       | 13    |
| 7        | Alexandra Popp     | VfL Wolfsburgo         | 12    |
| 7        | Martina Müller     | VfL Wolfsburgo         | 12    |
| 7        | Genoveva Añonma    | 1. FFC Turbine Potsdam | 12    |
| 10       | Célia Šašić        | SC 07 Bad Neuenahr     | 10    |